# برنگیتسا (گولوباتس)
برنگیتسا (به صربی: Brnjica) یک روستا در صربستان است که در گولوباک واقع شده‌است. برنگیتسا ۳۹۱ نفر جمعیت دارد.